# Корольков, Аркадий Михайлович
Арка́дий Миха́йлович Королько́в (род. 26 июля 1964, Свердловск, Свердловская область, СССР) — полковник ВС РФ, участник Второй чеченской войны, Герой Российской Федерации (2000). Заместитель командующего ракетными войсками и артиллерией Московского военного округа.

## Биография
Родился 26 июля 1964 года в городе Свердловске. Русский. Сын военнослужащего. Окончил среднюю школу.
С 1981 года в Советской Армии. В 1985 году окончил Коломенское высшее артиллерийское командное училище. Служил в самоходно-артиллерийском полку в Группе советских войск в Германии, командир огневого взвода. В 1986—1991 годах командовал учебным взводом и учебной батареей курсантов в Коломенском высшем артиллерийском командном училище. В 1994 году окончил Военную артиллерийскую академию имени М. И. Калинина. С 1994 года служил в Дальневосточном военном округе: командир артиллерийского дивизиона, начальник штаба 996-го самоходно-артиллерийского полка. С 1997 года — начальник штаба 147-го самоходно-артиллерийского полка в Московском военном округе. С 1999 года — командир 99-го гвардейского самоходного артиллерийского полка 3-й мотострелковой дивизии 22-й общевойсковой армии Московского военного округа. С сентября 1999 года принимал участие во второй чеченской войне, полк в составе оперативной группировки «Запад».
3 октября 1999 года в районе станицы Наурская два дивизиона под его командованием артобстрелом уничтожили до 70 боевиков и два автомобиля с боеприпасами.
Успешно руководил действиями полка при взятии Терского и Сунженского хребтов, населённых пунктов Верхний Наур, Самашки, Закан-Юрт, Алхан-Кала, Урус-Мартан, Гойты, Алхан-Юрт.
В январе 2000 года при штурме Грозного на наблюдательном пункте подвергся атаке, был отрезан от российских войск, и будучи окружён, вызвал огонь своих батарей на себя. В феврале 2000 года участвовал в операции по занятию Аргунского ущелья, где в боях на высоте 956,7 так же вызвал огонь на себя. В марте 2000 года участвовал в штурме села Комсомольское.
Указом Президента Российской Федерации № 1365 от 25 июля 2000 года гвардии полковнику Королькову Аркадию Михайловичу за мужество и героизм в ходе контртеррористической операции в Северо-Кавказском регионе присвоено звание Героя Российской Федерации с вручением медали «Золотая Звезда».
С 2002 года — начальник штаба - первый заместитель командира 34-й артиллерийской дивизии. В 2006 году окончил Военную академию Генерального штаба. С 2007 года — заместитель командующего ракетными войсками и артиллерией Московского военного округа.
Награждён орденами Мужества, «За военные заслуги», медалью «За боевые заслуги», другими медалями.